# Lecanipa leucomelas
Lecanipa leucomelas là một loài ruồi trong họ Tachinidae.